# Evangelische Kirche Bergneustadt

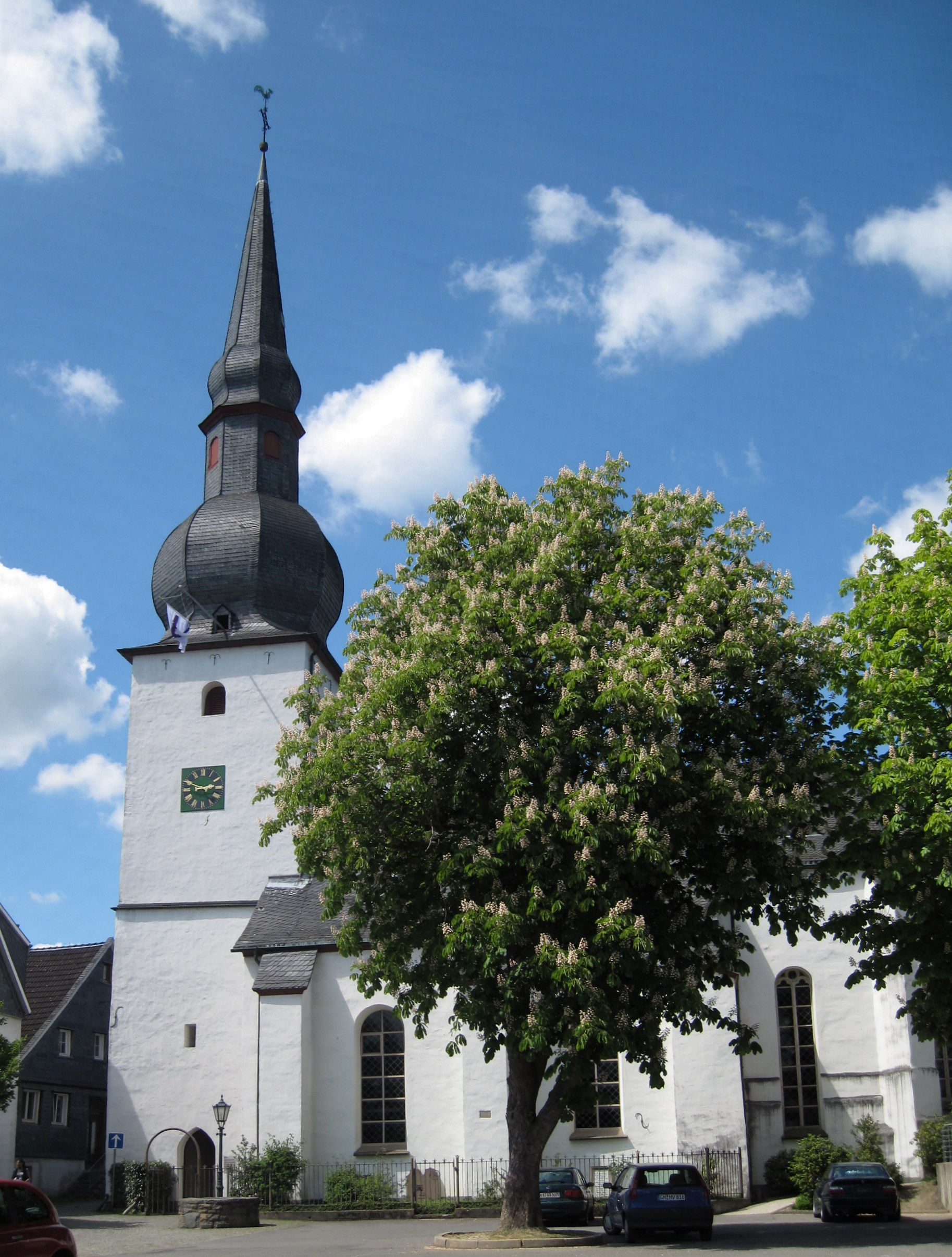
Evangelische Kirche

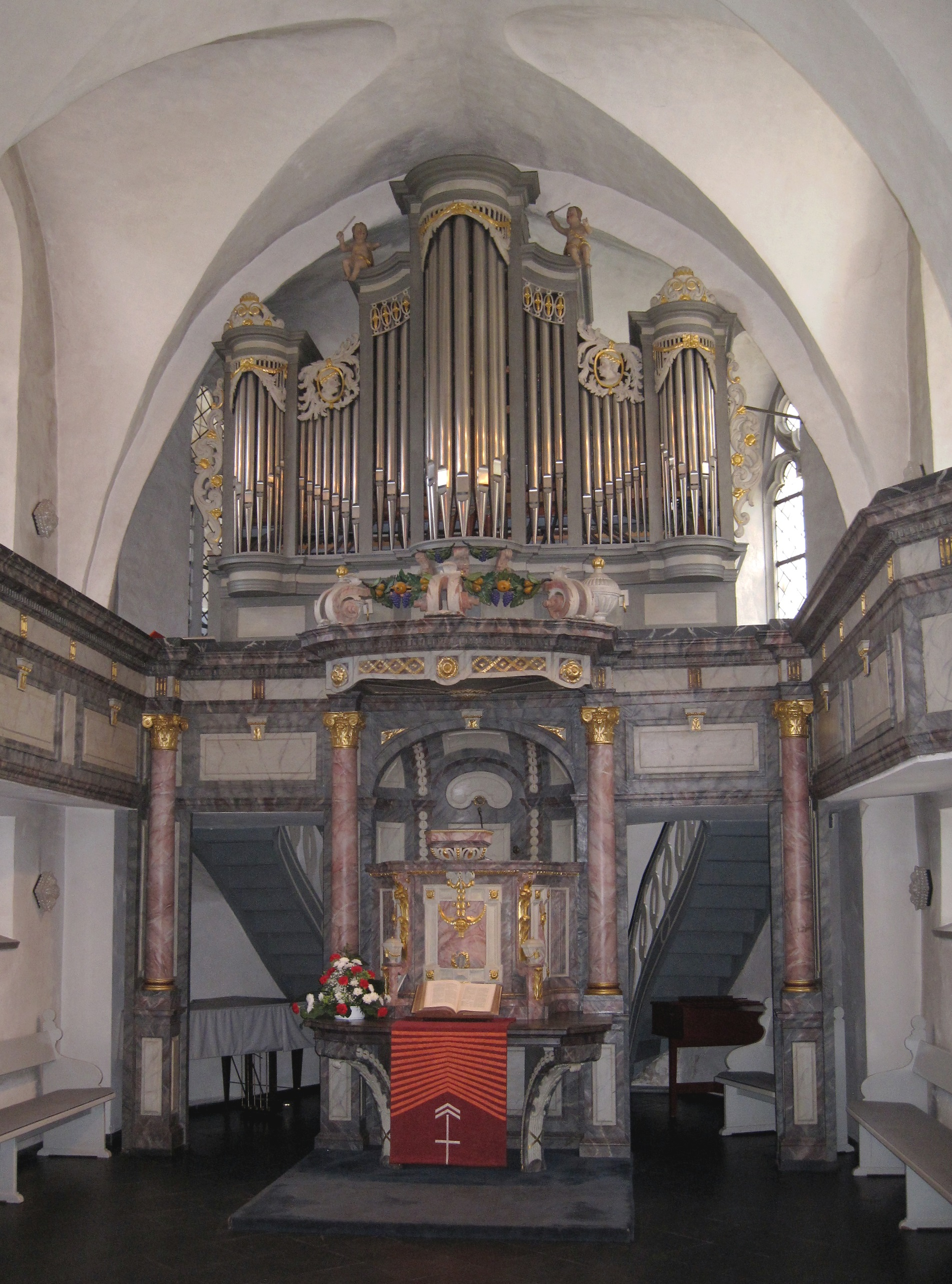
Innenraum mit Orgelprospekt

Die evangelische Kirche (Altstadtkirche) ist ein denkmalgeschütztes Kirchengebäude in Bergneustadt, einer Stadt im Oberbergischen Kreis (Nordrhein-Westfalen). Die Kirchengemeinde Bergneustadt gehört zum Kirchenkreis An der Agger in der Evangelischen Kirche im Rheinland.

## Geschichte und Architektur
Ein Vorgängerbau, die Burgkapelle, stand wohl schon im 14. Jahrhundert. Die Johannes-Kapelle befand sich „bei der Burg“. Erstmals urkundlich erwähnt wurde sie 1424. Sie wurde 1756 von der Mutterkirche Wiedenest abgepfarrt.
Der verputzte tonnengewölbte Bruchsteinsaal wurde zum Ende des 17. Jahrhunderts errichtet. Der eingezogene Chor schließt dreiseitig. Dem vorgesetzten Westturm von 1749 wurde eine laternenbekrönte Zwiebelhaube aufgesetzt. Reste des gotischen Kapellenbaus sind möglicherweise im Mauerwerk des Chores erhalten. Das Außenmauerwerk wurde 1983 umfassend renoviert.

## Ausstattung
- Am Ende des 18. Jahrhunderts wurden Kanzel, Altar und Orgel in bergischem Aufbau zusammengefasst.
- Die Orgel ist mit 1779 datiert, sie wurde von Johann Christian Kleine gebaut und erhielt 1970 ein neues Orgelwerk von der Bonner Firma Klais.
- Eine dreiseitig umgeführte Empore.
- Eine Glocke aus dem Jahr 1889 von Christian Claren, Sieglar[3]